# Prezi
Prezi – oferowane m.in. w modelu chmury obliczeniowej (SaaS) oprogramowanie tworzenia i przedstawiania prezentacji na tzw. wirtualnym płótnie, wykorzystujące platformę Adobe Flash i Adobe AIR.

## Właściwości
Prezi wykorzystuje pośrednictwo zoom (ZUI), który umożliwia użytkownikom powiększanie i pomniejszanie ich prezentacji oraz na wyświetlanie i poruszanie się pomiędzy poszczególnymi jego elementami po osiach w przestrzeni umownie oznaczanej jako 2.5D.
Prezi jest wykorzystywane jako platforma łączenia liniowych i nieliniowych informacji oraz jako narzędzie zarówno dla prezentacji w postaci swobodnej burzy mózgów, jak i w modelu strukturyzowanym. Teksty, zdjęcia, filmy i treści innego rodzaje są umieszczane na płótnie (przestrzeni 2.5D), z możliwością grupowania w ramkach. Autorzy mogą następnie wyznaczać względną wielkość i wzajemne położenie wszystkich obiektów prezentacji, a także przemieszczać je i zmieniać ich rozmiar. W przypadku linearnych prezentacji można tworzyć predefiniowane ścieżki nawigacji podczas pokazu.
Prezi zostało opracowane przez węgierskiego architekta Ádáma Somlaia-Fischera jako narzędzie do wizualizacji architektonicznych. Prezi ma misję „narzędzia bardziej interesującego sposobu wymiany idei”, a w zamyśle – intuicyjnego narzędzia tworzenia i dzielenia się pomysłami poprzez wizualną narrację.
Program jest często używany jako alternatywa dla zorientowanego na slajdy modelu PowerPointa, m.in. Światowe Forum Ekonomiczne obecnie (rok 2011) używa Prezi jako elementu swojej strategii medialnej i prezentacyjnej.
| Prezi                  | PowerPoint             |
| ---------------------- | ---------------------- |
| Nawigacja nielinearna  | Nawigacja linearna     |
| Układ mapy             | Układ stosu slajdów    |
| Aplikacja sieciowa     | Aplikacja stanowiskowa |
| Ograniczone drukowanie | Wiele opcji druku      |

## Udostępnianie
Oprogramowanie jest udostępniane w tzw. modelu freemium. Swobodna licencja Prezi Public zobowiązuje jej użytkowników do publikacji ich utworów na publicznie dostępnej witrynie prezi.com. Użytkownicy komercyjnych wersji Prezi Enjoy lub Pro mogą swoim prezisom nadać status prywatnych. Wersja Prezi Pro umożliwia dostęp do pulpitu samodzielnego (stanowiskowego, off-line) edytowania prezisów. Dostępne są też licencje edukacyjne i studenckie.

## Niedogodności
Sposób prezentacji prezisów jest krytykowany z powodu wykorzystywania pośrednictwa zoom jako wywołującego nudności. Autorzy programu w odpowiedzi na to oferują poradniki dla doświadczonych użytkowników ze sposobami uniknięcia nadmiernej stymulacji wizualnej podczas pokazów.